# Кунк, Милан
Милан Кунк (чеш. Milan Kunc; родился в 1944, Прага) — современный художник, представитель европейского нео-попа. Кунк пишет картины подчеркнуто банальные, ему свойственен карикатурный стиль и нигилизм, игра в откровенный китч.

## Биография
- 1964—67 — учился в Академии изящных искусств, Прага
- 1970—75 — учился в Академии художеств в Дюссельдорфе
- 1979 — с Jan Knap и Peter Angermann основал «Gruppe Normal»
- 1984 — жил и работал в Кёльне
- 1988—91 — жил и работал в Риме и Тоскане
- 1995—96 — студия в Нью-Йорке и Ист-Хамптоне
- 1996—97 — работал с керамической скульптурой в Гааге
- 2001—04 — студии в Праге и Кёльне
- 2004 — живет и работает в Праге

## Творчество
Милан Кунк был создателем ист-попа (East Pop) — так он назвал свою версию соц-арта, направления, в котором он работал в конце 1970-х. «Эти картины должны быть запрещены!» — говорил Йозеф Бойс в ранних 70-х о работах Милана Кунка в Дюссельдорфской академии искусств. А Герхард Рихтер советовал Кунку искать счастья в рекламе.
Во время обучения Кунка в академии искусств в Праге, помимо обязательного социалистического реализма, был популярен сюрреализм. Влияние этих двух стилей дает знать о себе в работах Кунка. После ввода советских войск и разрушения надежд Пражской весны, Кунк решает иммигрировать. Кунк переезжает в Дюссельдорф и продолжает обучение там. Он пробует себя в разных стилях. Создает работы, которые относит к «Смущающему реализму». Концепция этого стиля была основана на том, что Кунк называл «контролируемой глупостью».
В 1979 году заканчивается период «ист-попа» в творчестве Кунка, вместе с коллегами Peter Angermann и Jan Knap он основывает группу «Normal». Группа произвела что-то вроде сенсации в других странах, наиболее заметный успех был на 11-й Биеннале в Париже, где они вместе создали несколько работ большого формата. В 1980-е живопись Кунка становится более динамичной, художник меняет стиль от картины к картине. Композиции быстро создаются тонкой кистью, часто яркими кричащими цветами. Результат напоминает фантазии человека, находящегося под влиянием галлюциногенов. Названия вроде «Psychedelischer Nachmittag» («Психоделический полдень», 1983) только утверждают в этой мысли.